# دوغلاس كوينتين آدامز
دوغلاس كوينتين آدامز هو أستاذ اللغة الإنجليزية بجامعة أيداهو وأخصائي المقارنة بين الهند وأوروبا. درس آدامز في جامعة شيكاغو وحصل على درجة الدكتوراه سنة 1972. وهو لديه خبرة في توخاريان (لغة هندية أوروبية قديمة) وهو مشارك في الموضوع في موسوعة بريتانيكا .
شارك دوغلاس في تأليف كتابين عن الثقافة واللغات الهندية الأوروبية مع جيه بي مالوري من الأكاديمية الملكية الأيرلندية . وهو محرر لغوي في مجلة الدراسات الهندية الأوروبية التي تأسست على يد روجر بيرسون . 
يُدرس آدمز دورات في اللغويات والقواعد والدلالات لبرنامج اللغة الإنجليزية كلغة ثانية في جامعة أيداهو. 

## أعماله
- Adams, Douglas Q. (1987). Essential modern Greek grammar. New York: Dover Publications. ISBN:0-486-25133-0.
- Adams, Douglas (1988). Tocharian historical phonology and morphology. New Haven, Conn: الجمعية الشرقية الأمريكية. ISBN:0-940490-71-4.
- Mallory, J. P.؛ Adams, D. Q. (1997). Encyclopedia of Indo-European Culture. London and Chicago: Fitzroy Dearborn Publishers. ISBN:1-884964-98-2.
- Hamp, Eric P.؛ Adams, Douglas (1997). Festschrift for Eric P. Hamp. Washington, D.C: Institute for the Study of Man. ISBN:0-941694-57-7.
- Adams, Douglas (2013). A dictionary of Tocharian B (ط. 2nd). Amsterdam: دار بريل للنشر. ج. 1. ص. 964. ISBN:9042036710.
- Mallory, J. P.؛ Adams, D. Q. (2006). The Oxford Introduction to Proto-Indo-European and the Proto-Indo-European World. USA: دار نشر جامعة أكسفورد. ص. 760. ISBN:0-19-929668-5.